# Automolius brunneus
Automolius brunneus är en skalbaggsart som beskrevs av Lea 1917. Automolius brunneus ingår i släktet Automolius och familjen Melolonthidae. Inga underarter finns listade.